# Maria d’Aragona
Maria d'Aragona (1503 au château aragonais d'Ischia - 1568) est la fille de Fernando d'Aragona, duc de Montalto, et de Catalina Cardona et la petite-fille du roi Ferdinand Ier de Naples .

## Biographie
Maria d'Aragona est la plus jeune fille de Fernando d'Aragona, duc de Montalto, fils illégitime de Ferdinand Ier de Naples et de Diana Guardato, et de Catalina Cardona, fille de Raimond de Cardona et d'Isabelle de Requesens. Elle est la sœur cadette d'Antonio d'Aragona, duc de Montalto, et de Giovanna d'Aragona, duchesse de Paliano.
Elle grandit au château aragonais d'Ischia sous la protection de Costanza d'Avalos et de la poète Vittoria Colonna, épouse de Fernando de Ávalos . Maria y rencontre Sannazaro et Bernardo Tasso .
En 1523, Maria d'Aragona épouse le petit-neveu de Costanza d'Avalos, Alfonso de Ávalos, marquis del Vasto et militaire au service de l'Espagne . Le couple a huit enfants :
- Francesco Ferdinando d'Ávalos (1530-1571), gouverneur de Milan et vice-roi de Sicile, époux d'Isabelle de Mantoue, fille de Frédéric II de Mantoue et de Marguerite de Montferrat ;
- Béatrice d'Avalos (1533-1558), épouse d'Alfonso de Guevara, comte de Potenza ;
- Maria d'Avalos (1535-?), épouse de Giovanni Todeschini Piccolomini d'Aragona, baron de Scafati ;
- Innico d'Avalos (1536-1600), cardinal ;
- Cesare d'Avalos (1536-1614), marquis de Padula et grand-chancelier du royaume de Naples ;
- Giovanni d'Avalos (1536 - 1586), seigneur de Montescaglioso ;
- Antonia d'Avalos (1538-1567), épouse de Giangiacomo Trivulzio puis de Horace de Lannoy, prince de Sulmona ;
- Carlo d'Avalos (1541-1612), prince de Montesarchio, époux de Sveva Gesualdo et père de Maria d'Avalos.

En 1538, Charles Quint nomme le marquis del Vasto gouverneur de Milan . Maria y tient un salon où se réunissent de nombreux artistes et intellectuels dont Paolo Giovio, Girolamo Muzio, Pietro Aretino, Luca Contile et Giulio Camillo qui ont fait partie du cercle de Costanza d'Avalos.
Au cours des années 1530, Maria, sa sœur, Costanza d'Avalos, Vittoria Colonna et Giulia Gonzaga deviennent les disciples du théologien Juan de Valdés. Le groupe assiste à ses conférences sur les Écritures ainsi qu'aux sermons de Bernardino Ochino, un prédicateur réformateur radical. Après la promotion de son époux au poste de gouverneur, Maria reste fidèle au disciple de Valdés, Pietro Carnesecchi, et elle continue à correspondre avec le cardinal Seripando, pourtant inquiété par l'inquisition romaine. En 1540, Maria d'Aragona tente d'inviter Ochino à Milan. Il fuit cependant l'Italie pour Genève un an plus tard .
En 1544, le marquis del Vasto perd douze mille hommes en combattant les Français à Ceresole. Brisé, il meurt en 1546. Après la mort de son mari, Maria d'Aragona quitte Milan pour s'installer avec ses enfants et sa sœur à Pavie . Là, elle rétablit son salon et intègre l'académie littéraire Chiave d'Oro avec Luca Contile et Pietro Aretino .En 1547, ils retournent à Ischia avant de s'installer au Castel dell'Ovo à Naples.
En 1542, le vice-roi de Naples, Pedro Álvarez de Toledo, ferme les académies littéraires de la ville et emprisonne leurs dirigeants, dont Angelo di Costanzo . Chassée de Naples, Maria d'Aragona collabore avec des écrivains liés aux éditeurs et imprimeurs vénitiens. Des œuvres lui rendent hommage, ainsi qu'à sa sœur, pour avoir soutenu la création littéraire de Naples face aux menaces de l'Inquisition et aux autodafés . En 1552, Girolamo Ruscelli publie ainsi un hommage à Maria d'Aragona intitulé « Conférence sur un sonnet en l'honneur de la divine dame la marquise del Vasto ». Ludovico Dolce annonce quant à lui la publication de la première de quatre anthologies mettant en vedette des écrivains ayant participé au cercle de Maria d'Aragona.
Maria retourne à Naples et y meurt en 1568. Elle est inhumée en l'église de San Domenico Maggiore.